# Giovanni Martino Spanzotti

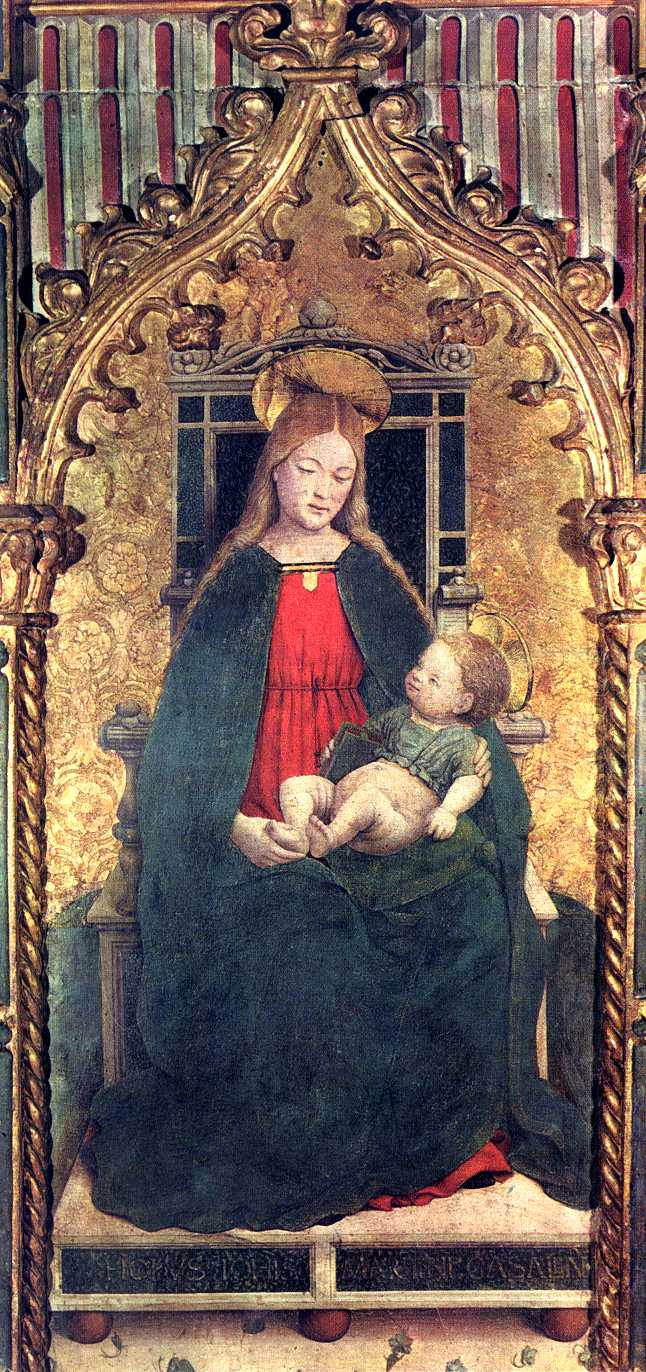
Madonna in trono col Bambino con i santi Ubaldo e Sebastiano (particolare), tempera su tavola, ca. 1480, Torino, Galleria Sabauda

Giovanni Martino Spanzotti (Casale Monferrato, 1455 circa – Chivasso, ante 1528) è stato un pittore italiano, tra i principali interpreti del rinnovamento in senso rinascimentale della pittura in Piemonte.

## Biografia
Gian Martino Spanzotti nacque verso il 1455 a Casale Monferrato, da una famiglia di pittori provenienti dal territorio di Varese; suo padre Pietro Spanzotti di ampanigo nel 1470 risulta già insediato in Casale.
La sua biografia è suffragata, particolarmente nella fase iniziale, da scarse fonti documentali.
Il suo primo apprendistato fu verosimilmente a Casale nella bottega del padre, Pietro, bottega nella quale doveva essere attivo anche il fratello Francesco (che la critica tende oggi ad identificare con il "Maestro di Crea").
Gli anni tra il 1470 e il 1480 rappresentano il periodo della sua formazione artistica. Probabile sembra, verso la metà degli anni settanta, un suo contatto diretto in Bologna con la scuola di Francesco del Cossa, stante il fatto che il giovane Martino utilizzò sicuramente alcuni cartoni del pittore ferrarese nella sua prima produzione artistica (in particolare nella Madonna con il Bambino ("Madonna Tucker") presso il Museo Civico di Torino).
È molto verosimile, tuttavia, che la parte più significativa del suo apprendistato si sia svolta a Milano (visto che in un documento redatto a Casale nel 1480 egli viene addirittura definito "Mediolani pinctore"). A Milano dovette soggiornare almeno in due riprese (l'ultima delle quali verso la fine degli anni ottanta), in modo tale che gli fu possibile continuare ad aggiornarsi sull'evoluzione della produzione pittorica nella capitale lombarda. 
Piuttosto evidente, nel linguaggio pittorico del ciclo di Ivrea, ove risalta la capacità di trattare la luce delle diverse ore del giorno, la padronanza degli effetti luministici, l'attenzione naturalistica agli aspetti della vita quotidiana, è l'influenza di Vincenzo Foppa. Nelle prospettive architettoniche, si avverte inoltre la lezione di Bramante e, ancor più, di Bartolomeo Suardi, detto il Bramantino. Dal Bramantino ha adottato anche lo stile dei movimenti fisici.
A proposito invece del debito artistico verso il Foppa (e di alcune anticipazioni caravaggesche), così si esprime Roberto Longhi:
(Roberto Longhi, Quesiti caravaggeschi: i precedenti, 1929)

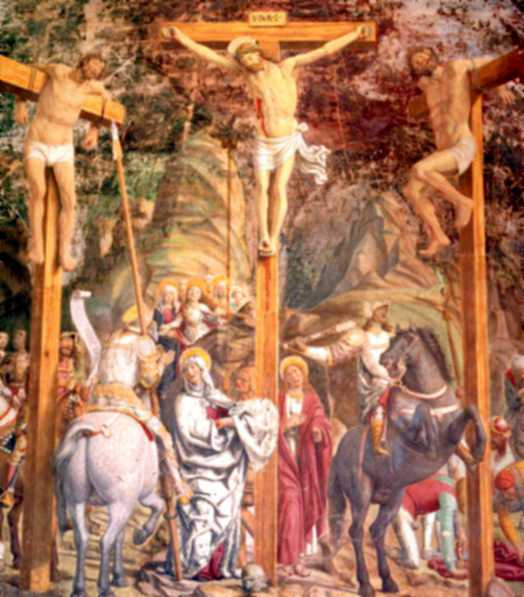
"Crocefissione", scena centrale del ciclo di affreschi della chiesa di San Bernardino a Ivrea

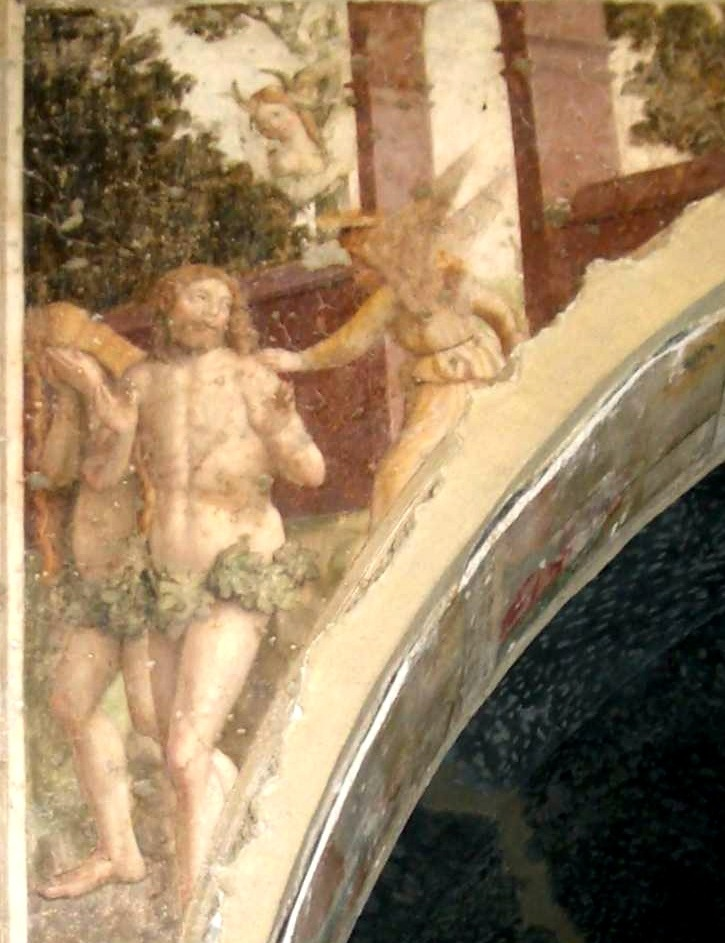
"La cacciata dall'Eden", Ivrea, chiesa di San Bernardino

Per spiegare un altro debito di Spanzotti, quello verso la pittura fiamminga, si può supporre che nell'ambiente milanese egli abbia incontrato anche le suggestioni dell'arte nordica, interpretate alla corte dei duchi di Milano da artisti quali Zanetto Bugatto.
Recentemente, tuttavia, a questo riguardo, si è messa in risalto l'influenza esercitata su Martino Spanzotti dall'arte provenzale, ed in particolare dall'opera del maestro di origine borgognona Antoine de Lonhy, stabilitosi dal 1462 in Piemonte, influenza che si rende più marcata con la "svolta nordicizzante" che ha luogo verso il 1500.
L'opera di Spanzotti si connota dunque come punto d'incontro fertile delle espressioni artistiche presenti sui due versanti delle Alpi, aspetto che caratterizza per molti versi la peculiarità della produzione artistica in Piemonte nel corso di tutto il XV secolo.
Nel 1480 è ancora documentato a Casale, mentre nel 1481 - in un atto redatto a Vercelli – è menzionato con l'appellativo di "magistro", che vale come titolo per la direzione di una bottega e come riconoscimento pubblico delle sue capacità pittoriche. Viene documentato a Vercelli tra il 1481 ed il 1498; si collocano verosimilmente all'inizio di questo periodo il Trittico della Galleria Sabauda di Torino (unica sua opera firmata) e l'affresco dell'Adorazione del Bambino di Rivarolo Canavese.
Nel periodo vercellese si registra, presso la sua bottega, il praticantato del pittore vercellese Giovan Antonio Bazzi, destinato a diventare, con l'appellativo de il Sodoma, artista tardo rinascimentale di grande rilievo.
L'espressione artistica più alta di questi anni è rappresentata dal ciclo di affreschi (ca. 1485 - ca. 1490) raffiguranti la Vita di Cristo che si trovano nella chiesa di San Bernardino in Ivrea, l'opera più importante di Spanzotti, magistralmente commentata dallo scrittore e critico d'arte Giovanni Testori.
Il ciclo sul "tramezzo" della chiesa francescana d'Ivrea riflette non solo la esigenza pedagogica del committente di disporre, per l'ascolto delle prediche, di una sorta di "biblia pauperum" (bibbia dei poveri) capace di tradurre le scritture in immagini, ma esprime soprattutto i tratti peculiari della devozionalità dei frati minori che punta a restituire una genuina carica umana al racconto evangelico. Spanzotti si dimostra capace di interpretare in modo esemplare il desiderio del committente, sviluppando una poetica nuova in grado di conferire al racconto la verità e la nobiltà dell'esperienza umana che è propria degli umili.
(Testori, Giovanni, Giovanni Martino Spanzotti. Gli affreschi di Ivrea, Ivrea, Centro Culturale Olivetti, 1958)
Si era supposta una sua presenza – come scultore ligneo - anche al Sacro Monte di Varallo come sembrava testimoniare il Compianto su Cristo morto (la cosiddetta "Pietra dell'Unzione") (1486-93), oggi alla Pinacoteca Civica di Varallo. Pure essendosi oggi attribuita la paternità di tali sculture lignee ai Fratelli De Donati, restano da spiegare le evidenti affinità stilistiche con l'opera di Spanzotti ed il precoce debito di Gaudenzio Ferrari nei suoi confronti.
I documenti di archivio non consentono di seguire agevolmente gli spostamenti del pittore dopo il periodo vercellese: sappiamo operò a Casale, dove era la bottega paterna presso la quale operavano, oltre al fratello Francesco, anche Aimo e Balzarino Volpi (Aimo era suo cognato); sappiamo inoltre che tenne bottega a Chivasso (di questa città era sua moglie, Caterina Pianta di Lauriano, sposata nel 1494). 

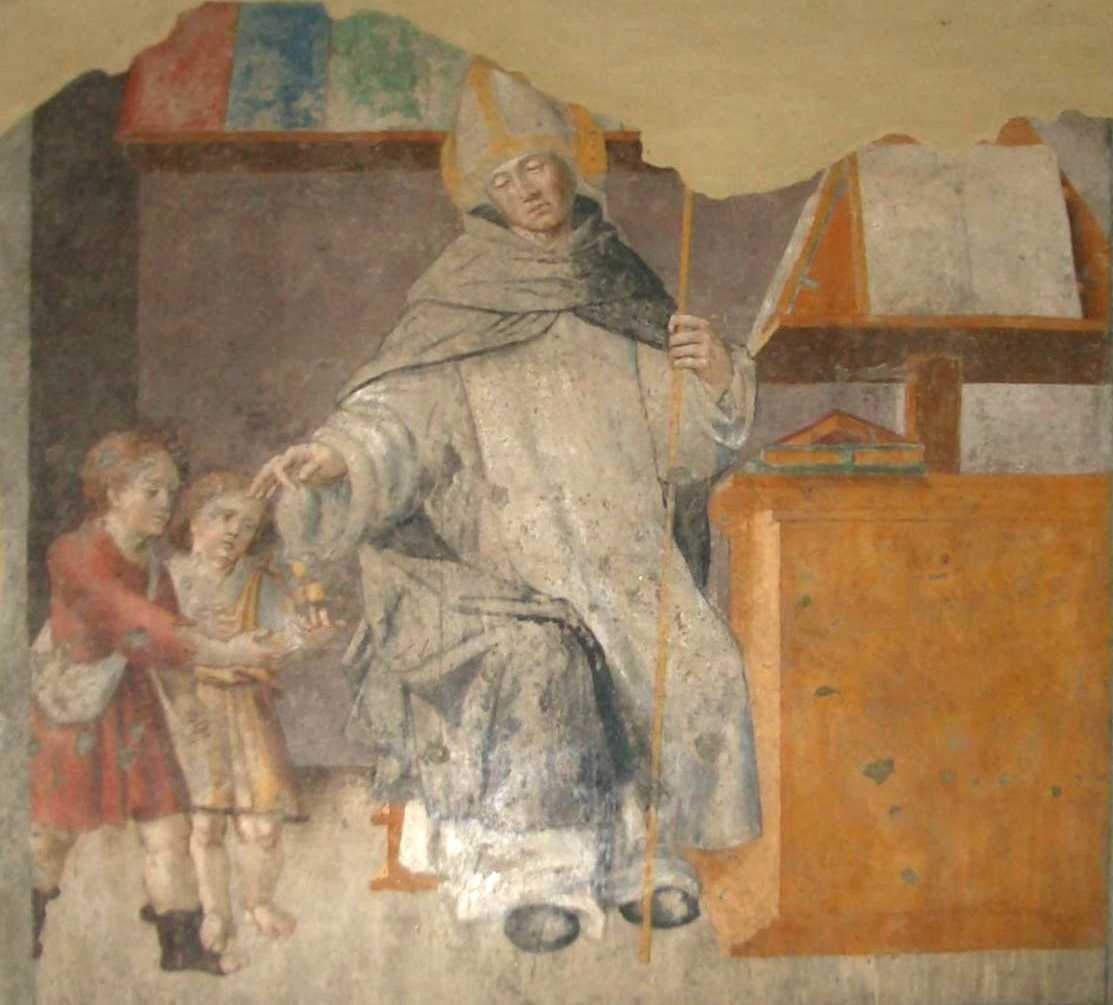
Elemosina di Sant'Antonio Pierozzi, Torino, chiesa di San Domenico

Tra le opere eseguite in Casale va soprattutto menzionato il Polittico Del Ponte, dipinto per la chiesa di San Francesco (oggi smembrato, tra la Pinacoteca di Brera a Milano, l'Accademia Albertina di Torino, la National Gallery di Londra ed una collezione privata).
La municipalità di Chivasso nel 1502 gli commissionò gli affreschi (ora scomparsi) da eseguire sulle porte della città. A Chivasso operò sino al 1513 quando prese la cittadinanza a Torino come pittore alla corte dei Savoia.
I rapporti con la Casa Savoia dovevano già essere consolidati nel 1507, stante la lettera dello Spanzotti alla corte torinese in cui informa di avere eseguito una tavoletta in similitudine di quella florentina che V.S. me remise in le mane
Tra i pittori formatisi presso la sua bottega si devono menzionare, oltre a Giovan Antonio Bazzi, il chivassese Defendente Ferrari che fu anche un suo importante collaboratore. Tra i pittori che ha influenzato si può citare il francese Nicolas Dipre, che fu attivo ad Avignone.
Frutti della collaborazione con Defendente Ferrari sono - tra le altre opere in cui è difficile stabilire gli apporti reciproci - il Polittico dei Calzolai ed il Battesimo presso il Duomo di Torino.
L'ultima sua opera conosciuta è il piccolo affresco Elemosina di Sant'Antonio Pierozzi (1523) nella chiesa di San Domenico a Torino, un brano in cui sembra tardivamente rifiorire la vena poetica dei suoi anni più fertili.
Nel 1528 risulta ormai deceduto in Chivasso.
La sua opera costituì un importante punto di riferimento per tutta l'arte piemontese dell'epoca. Oltre all'alunnato ed alla collaborazione con Defendente Ferrari, ebbe un'influenza diretta sulla formazione di Gerolamo Giovenone e sulla produzione artistica di Gaudenzio Ferrari (come si osserva nel tramezzo della chiesa di Santa Maria delle Grazie); ancora nel terzo decennio del XVI secolo alcuni pittori continuarono a guardare alla sua poetica (un esempio è quello dell'ignoto autore degli affreschi sulla facciata della cattedrale di Aosta).

## Musei
Opere di Martino Spanzotti sono conservate nei seguenti musei:
- Museo Civico d'Arte Antica, Torino
- Galleria Sabauda,Torino
- Pinacoteca dell'Accademia Albertina, Torino
- Pinacoteca di Brera, Milano
- Museo civico di Castelvecchio, Verona
- Museo di Castel Sant'Angelo, Roma
- National Gallery, Londra
- Szépművészeti Múzeum, Budapest
- J. G. Johnson Art Collection, Filadelfia

## Opere
- Torino, Museo Civico d'Arte Antica
  - Madonna col Bambino, già Tucker, tavola, ca. 1475-1480;
  - Cristo sul sepolcro con angeli piangenti, tavola
  - Vergine annunciata, vetrata, (proveniente da Crea)
  - Angelo annunciante, vetrata, (proveniente da Crea)  Archiviato il 6 giugno 2006 in Internet Archive.
- Torino, Galleria Sabauda
  - Due scomparti laterali di polittico con i Santi Francesco, Sebastiano, Giovanni Battista, Antonio Abate e il donatore e con le Sante Barbara, Caterina di Alessandria, Maddalena e Margherita, ca. 1475-1480,
  - Madonna in trono col Bambino e santi Ubaldo e Sebastiano, tempera su tavola, 135x55 cm (centrale), 127x38 cm (laterale sinistro), 103x36 cm (laterale destro) ca. 1480,
  - Adorazione dei Magi, piccola tavola
  - (Bottega di G.M. Spanzotti, forse Defendente Ferrari), Adorazione dei Magi, tavola
- Torino, Accademia Albertina
  - Madonna in trono
  - Santi Agata, Francesco e un donatore, cm 133x60, (pannello del Polittico Del Ponte, già nella chiesa di S. Francesco in Casale Monferrato), ca. 1496
- Torino, Duomo
  - G. Martino Spanzotti e Defendente Ferrari, Polittico della Compagnia dei Calzolai, (tavola centrale con Madonna in Trono con il Bambino ed angeli, due tavole laterali con i quattro Santi, Crispiano ed Orso a sinistra e Teobaldo e Crispino a destra, coronamento con tre storie relative alla nascita di Cristo predella con cinque scene della Passione; 18 tavolette relative alle storie dei Santi Crispino e Crispiano.) ca 1498-1504,
  - G. Martino Spanzotti e Defendente Ferrari, Battesimo, ca. 1508
- Torino, Chiesa di San Domenico
  - Elemosina di Sant'Antonio Pierozzi, affresco, 1526
- Torino, Chiesa di San Agostino
  - G.M. Spanzotti (?), Madonna e Angelo, Frammento di affresco
  - G.M. Spanzotti (?), San Nicola da Tolentino, tavola
- Ivrea, Chiesa di San Bernardino
  - Ciclo di affreschi sulla vita di Cristo, ca. 1486-1491,
- Rivarolo Canavese, Chiesa di San Francesco
  - Madonna e Padri della Chiesa in adorazione del Bambino, affresco, ca. 1485
- Cirié, Chiesa di San Giuseppe
  - (Bottega di G.M. Spanzotti – forse Defendente Ferrari), l'Assunta dei Mercanti, tavola
- Sommariva Perno, Chiesa del Cuore Immacolato di Maria a valle dei Rossi ;
  - Cristo in Pietà ed Eterno benedicente, tavola, cm 125 x 63,
- Conzano, Chiesa parrocchiale di Santa Lucia
  - G.M. Spanzotti (collaboratore di) ca. 1490-1495, tavole di un polittico smembrato, Santo Stefano, cm. 127 x 45,5, Santa Lucia. Tavola, cm. 133,6 x 45,5, San Maurizio, cm. 125 x 48, Santa Caterina d'Alessandria, cm. 133,6 x 48,5
- Conzano, Chiesa di S. Maurizio,
  - G.M. Spanzotti, (attribuito a), Assunta, tela
- Casale Monferrato, Oratorio del Gesù
  - G. M. Spanzotti (bottega di), Polittico di Sant'Anna,
- Casale Monferrato, Museo Civico
  - G. M. Spanzotti (bottega di), Stendardo del Corpus Christi, tempera su tela, cm. 170X 112, ca. 1505-1510,
- Saluzzo, Duomo
  - Maestro spanzottiano, Polittico dei Cosma e Damiano,
- Milano, Pinacoteca di Brera
  - Sant'Andrea, cm 128x60; Santi Caterina di Alessandria e Sebastiano, cm 128x58; (pannelli del Polittico Del Ponte, già nella chiesa di S. Francesco in Casale Monferrato), ca. 1496
- Verona, Museo di Castelvecchio,
  - G.M. Spanzotti (?), Santa Caterina da Siena
- Roma, Museo di Castel Sant'Angelo
  - Cristo in Pietà, tavola, cm. 61 x 46,5
- Londra, National Gallery
  - Santi Nicola da Tolentino e Giovanni Battista, cm 76,5x52; Santi Evasio e Pietro Martire, cm 76,5x52 (pannelli del Polittico Del Ponte, già nella chiesa di S. Francesco in Casale Monferrato) ca. 1496
- Budapest, Museo delle Belle Arti
  - Cristo in Pietà, tavola
- Filadelfia, J. G. Johnson Art Collection
  - Madonna del Gatto, tavola
- Collezione Privata, Milano (già collezione Giuseppe Visconti, Roma)
  - Adorazione del Bambino, cm 107x60 (pannello del Polittico Del Ponte, già nella chiesa di S. Francesco in Casale Monferrato), ca. 1496
- Collezione privata, Torino
  - Cristo in Pietà
- Collezione Privata; già in collezione Stefano Bardini, Firenze
  - Cristo in Pietà
- Collezione Privata; già in collezione Allario Caresana
  - Compianto su Cristo morto, tempera su tavola, cm 71,5 x 58,5, 1490-95